# Mediator Dei

Wappen Papst Pius’ XII.

Mediator Dei (lat. der Mittler zwischen Gott [und den Menschen]) ist eine Enzyklika, die Papst Pius XII. am 20. November 1947 promulgierte. Sie bestimmt das Wesen der heiligen Liturgie als des amtlichen Gottesdienstes der Kirche im Unterschied zur persönlichen Frömmigkeit des Einzelnen. Mediator Dei war die erste Enzyklika über die Liturgie überhaupt; ihr folgte 1955 die Enzyklika Musicae sacrae disciplina zur Kirchenmusik.

## Geschichtlicher Zusammenhang
Nach dem Ersten Weltkrieg kam – vor allem in Deutschland – die Liturgische Bewegung auf. Sie wollte zu einem besseren Verständnis der Liturgie und zur „tätigen Teilnahme“ (participatio actuosa) am Gottesdienst hinführen (Mystagogie). Inmitten des Zweiten Weltkrieges hatte Pius XII. mit der Enzyklika Mystici Corporis (1943) eine neue Phase im liturgischen Umgang eingeleitet, da er den überrechtlichen, geistlichen Charakter der kirchlichen Gemeinschaft betonte.
Die Liturgische Bewegung war am Ende des 19. Jahrhunderts von Dom Guéranger in Gang gesetzt worden. Die Arbeiten von Lambert Beauduin, Pius Parsch, Romano Guardini, Odo Casel, Josef Andreas Jungmann und weiterer Liturgiker werden in der Enzyklika teilweise oder vollständig bestätigt und durch den Papst in die Kirche als Ganzes aufgenommen. Bei der Entstehung des Textes wirkte Augustin Bea SJ maßgeblich mit, der Rektor des Päpstlichen Bibelinstituts und spätere Kurienkardinal.
Zu einer weiteren Erneuerung der Liturgie kam es anlässlich des Zweiten Vatikanischen Konzils in der Konstitution Sacrosanctum Concilium von 1963.

## Die Enzyklika über die hl. Liturgie
Christus selbst sei es, der in jeder liturgischen Handlung zugleich mit der Kirche (als) ihr göttlicher Stifter zugegen (ist). Zugegen ist Christus im hochheiligen Opfer des Altares, in der Person des seine Stelle vertretenden Priesters und vor allem unter den eucharistischen Gestalten. Zugegen ist er in den Sakramenten durch die Kraft, die er ihnen zuströmen läßt als den Werkzeugen der Heiligung. Zugegen ist er endlich im Lob Gottes und im Bittgebet (MD, Nr. 227).
Im Einzelnen behandelt die Enzyklika Mediator Dei folgende Themenbereiche:
1. Wesen, Ursprung und Entfaltung der Liturgie
2. Eucharistie und ihr Kult
3. Breviergebet und Kirchenjahr.

Es folgen dann
- die pastoralen Weisungen,
- der Hinweis auf die liturgische Bewegung

sowie die Warnung vor Irrtümern und Übertreibungen.
Die pastoralen Weisungen von Mediator Dei befassen sich mit den außerliturgischen Andachten und mit der Liturgischen Bewegung. Hier äußert sich die Enzyklika u. a. über sakrale Kunst und Kirchenarchitektur im Abschnitt „Liturgischer Geist und Liturgisches Apostolat“. Im Kirchenraum sei auch die zeitgenössische Kunst zu berücksichtigen: „Die modernen Bilder und Gestaltungen, die dem Gegenstand, aus dem sie hergestellt werden, angepasster sind, dürfen nicht in Bausch und Bogen und aus vorgefaßter Meinung verachtet und verworfen werden. Vermeiden sie vielmehr in weisem Ausgleich sowohl eine bloße Nachahmung der Natur als auch überspitzten »Symbolismus« und tragen sie mehr den Anliegen der christlichen Gemeinschaft als der besonderen Auffassung und persönlichen Einstellung der Künstler Rechnung – dann muß solch moderner Kunst unbedingt die Bahn offenstehen zu gebührend ehrfürchtigem Dienst am Gotteshaus und bei den heiligen Handlungen“ (MD, Nr. 178).

## Nachwirken
Die Enzyklika über die Liturgie, die (trotz aller Mahnung vor Übertreibung) sehr konstruktiv und ermutigend gehalten ist, dabei auch die Situation der „einfachen Gläubigen“ beachtet, wurde die theologische und praktische Leitlinie der Liturgiekonstitution „Sacrosanctum Concilium“ des II. Vatikanischen Konzils und setzte eine Reihe von liturgischen Reformen in Gang.

## Textausgaben
- ACTA PII PP. XII: LITTERAE ENCYCLICAE PIUS PP. XII « Mediator Dei et hominum ». In: Acta Apostolicae Sedis XXXIX (1947) pp. 521–595. [amtlicher lateinischer Originaltext]
- Rundschreiben Papst Pius’ XII. vom 20. November 1947 MEDIATOR DEI ET HOMINUM. In: Heilslehre der Kirche. Dokumente von Pius IX. bis Pius XII. Deutsche Ausgabe des französischen Originals von P[aul] Cattin O.P. und H[umbert]-Th[omas] Conus O.P. besorgt von Anton Rohrbasser. Paulusverlag, Freiburg/Schw. 1953, S. 133–209.
- Neuner-Roos: Der Glaube der Kirche in den Urkunden der Lehrverkündigung. Friedrich Pustet, Regensburg 12. Auflage 1986, Nrn. 615–616; 721–723 S. 400–401; 455–457, ISBN 3-7917-0119-3. [bringt die zentralsten Stellen in Deutsch]